# Kasteel Ter Rijst

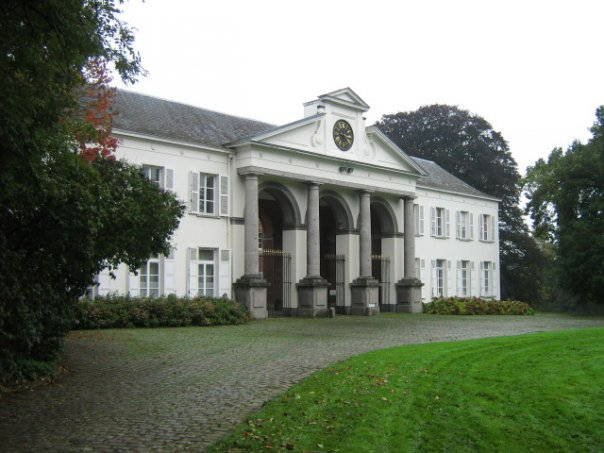
Kasteel Ter Rijst

Het kasteel Ter Rijst is een kasteel in de tot de Vlaams-Brabantse gemeente Pepingen behorende plaats Heikruis, gelegen aan Terrest 1-2,3 en 1A, en is onderdeel van het Kasteeldomein Ter Rijst.

## Geschiedenis
Dit was de zetel van de heerlijkheid Ter Rijst die voor het eerst werd vermeld in 1211 als Risoir. Het was een leen van de heren van Edingen en lag aan de noordrand van een bos nabij het brongebied van de Tenbroekbeek die een zijrivier is van de Mark. Al in 1482 had het kasteel geen militaire functie meer en verbleef de heer in een deel van het vroegere neerhof. Omstreeks 1840 werd ook dit verblijf afgebroken en werd een nieuwe hoeve gebouwd.
Omstreeks 1820 werd een classicistisch landhuis gebouwd in opdracht van Philippe Huysman d'Annecroix op 200 meter ten noorden van het vroegere mottekasteel. Er werd toen ook een ijskelder gebouwd. In dezelfde tijd begon men met de aanleg van een landschapspark van 10 ha, waarin ook een aantal neogotische follies werden opgericht, waaronder ook een portierswoning die in 1870 van kasteelachtige trekjes werd voorzien. Verder werden serpentinevijvers aangelegd, deels vanuit de restanten van de vroegere omgrachting van de motteburcht.
Het kasteelbos is voor een deel een bosreservaat.